# Zosterornis latistriatus
Espèce
Statut de conservation UICN

 LC  : Préoccupation mineure
Synonymes
- Stachyris latistriata Gonzales & Kennedy, 1990[2] [3]
- Stachyris latistriata[4]
- Zosterornis latistriata[4]
- Zosterornis latistriatus[4]

Zosterornis latistriatus est une espèce de passereaux de la famille des Zosteropidae endémique de l'île Panay aux Philippines.

## Répartition et habitat
Cette espèce a été observée uniquement sur les monts Baloy, Madja-as et Dagsalan sur l'île Panay. Elle vit dans la forêt moussue entre 1 100 et 1 900 m d'altitude.